# Partit Socialista Popular (Argentina)
El Partit Socialista Popular (PSP) va ser un partit polític argentí fundat en 1972 a conseqüència de la fusió del Partit Socialista Argentí (PSA), el Moviment d'Acció Popular Argentí (MAPA) i altres grups menors.
El PSP va tenir un desenvolupament especialment important en la província de Santa Fe. En 1987 Guillermo Estévez Boero va resultar electe diputat nacional per Santa Fe, constituint-se en el primer parlamentari socialista electe des de la mort d'Alfredo Palacios en 1965. En 1989 el PSP va guanyar en la ciutat de Rosario, la segona ciutat del país, governant ininterrompudament des de llavors els intendents socialistes Héctor Cavallero (1989-1995), Hermes Binner (1995-2003), Miguel Lifschitz (2003-2007), qui va ser reelegit per al període 2007-2011.
El braç universitari del PSP, el Moviment Nacional Reformista (MNR), ha estat una de les organitzacions estudiantils més representatives des de la dècada de 1970, havent arribat a diverses vegades la presidència o la secretaria general de la Federació Universitària Argentina (*FUA), i de diverses federacions universitàries locals.
El PSP tenia la representació del socialisme argentí en la Internacional Socialista i en la Coordinació Socialista Llatinoamericana.
En 2002 el Partit Socialista Popular (PSP) es va fusionar amb el Partit Socialista Democràtic (PSD), donant lloc a la refundació del Partit Socialista.